# Torrgölen (Västra Hargs socken, Östergötland, 644584-146906)
Torrgölen är en sjö i Mjölby kommun i Östergötland och ingår i Motala ströms huvudavrinningsområde.